# Ingvild Snildal

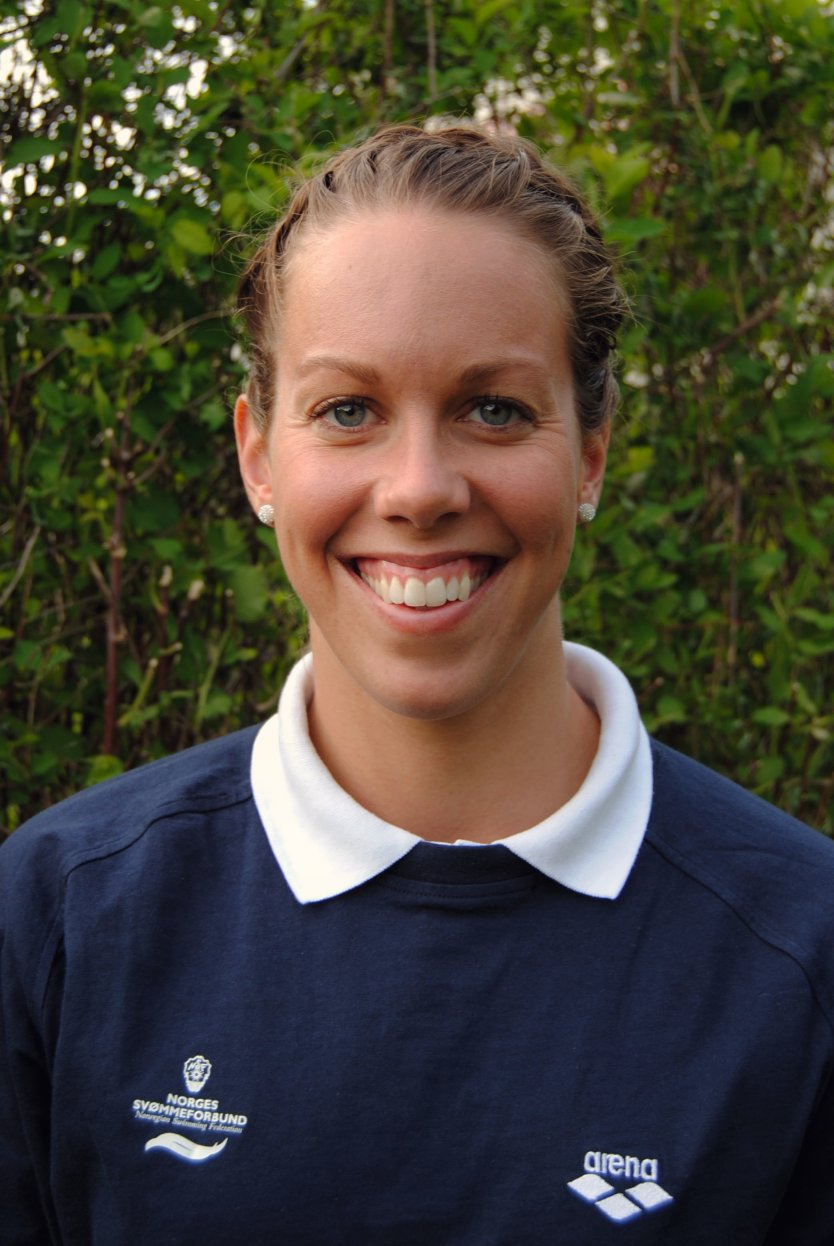
Ingvild Snildal (2012)

Ingvild Nicoline Nerdrum Snildal (* 25. August 1988 in Asker) ist eine ehemalige norwegische Schwimmerin. Sie gewann eine Bronzemedaille bei Weltmeisterschaften sowie je eine Gold- und Bronzemedaille bei Europameisterschaften auf der 50-Meter-Bahn.

## Sportliche Karriere
Snildal nahm an den Kurzbahneuropameisterschaften 2006 teil, ihre beste Platzierung war der neunte Platz mit der 4-mal-50-Meter-Lagenstaffel. Im Jahr darauf bei den Kurzbahneuropameisterschaften 2007 belegte diese Staffel den fünften Platz. Bei den Europameisterschaften 2008 erreichte Snildal dreimal das Semifinale: Über 50 Meter und 100 Meter Rücken und über 100 Meter Schmetterling. Drei Wochen später schwamm sie bei den Kurzbahnweltmeisterschaften 2008 ins Halbfinale über 100 Meter Schmetterling. Bei den Olympischen Spielen in Peking wurde Snildal über 100 Meter Schmetterling 37. unter 49 Teilnehmerinnen. Über 200 Meter Schmetterling wurde sie 33. von 34 Starterinnen. Ende 2008 trat sie bei den Kurzbahneuropameisterschaften in Rijeka in vier Einzelwettbewerben und zwei Staffeln an und schied jeweils im Vorlauf aus.
Im Juli 2009 bei den Weltmeisterschaften in Rom zeigte sich Snildal stark verbessert. Sie wurde Siebte über 100 Meter Schmetterling. Über 50 Meter Schmetterling siegte die Australierin Marieke Guehrer vor der Chinesin Zhou Yafei. Eine Hundertstelsekunde hinter der Chinesin und eine Hundertstelsekunde vor der Schwedin Therese Alshammar gewann Snildal die Bronzemedaille. Bei den Kurzbahneuropameisterschaften 2009 in Istanbul wurde Snildal über 50 Meter Schmetterling mit einer Zehntelsekunde Rückstand Dritte hinter den Niederländerinnen Inge Dekker und Hinkelien Schreuder, die zeitgleich Europameisterinnen wurden. Die norwegische 4-mal-50-Meter-Lagenstaffel belegte den siebten Platz, über 100 Meter Schmetterling wurde Snildal Fünfte.
Im August 2010 bei den Europameisterschaften in Budapest schlug Snildal über 50 Meter Schmetterling als Siebte an, über 50 Meter Rücken und 100 Meter Rücken erreichte sie jeweils den sechsten Platz. Im November 2010 fanden in Eindhoven die Kurzbahneuropameisterschaften 2010 statt. Snildal wurde Fünfte über 50 Meter Schmetterling und Sechste mit der 4-mal-50-Meter-Freistilstaffel. Über 100 Meter Schmetterling gewann sie die Silbermedaille mit fast einer Sekunde Rückstand auf Inge Dekker. Drei Wochen später bei den Kurzbahnweltmeisterschaften 2010 in Dubai schied sie über 50 Meter und 100 Meter Schmetterling jeweils im Halbfinale aus. In den Staffelwettbewerben verpasste sie den Finaleinzug als Neunte mit der Freistilstaffel und Zehnte mit der Lagenstaffel jeweils nur knapp von der Platzierung aber deutlich von der Zeit. 2011 schied Snildal bei den Weltmeisterschaften in Shanghai als 20. über 50 Meter Schmetterling und als 28. über 100 Meter Schmetterling im Vorlauf aus.
Im März 2012 siegte Snildal bei den norwegischen Kurzbahnmeisterschaften über 200 Meter Lagen und über 200 Meter Schmetterling. Zwei Monate später bei den Europameisterschaften in Debrecen gewann über 50 Meter Schmetterling die Schwedin Sarah Sjöström vor der Estin Triin Aljand, Snildal wurde Dritte. Mit der 4-mal-100-Meter-Freistilstaffel belegte Snildal den sechsten Platz. Über 100 Meter Schmetterling erreichte im Vorlauf die Italienerin Ilaria Bianchi die schnellste Zeit vor Snildal. Im Halbfinale schwamm Snildal die Bestzeit, während Bianchi nicht in die Wertung kam. Im Endlauf schließlich siegte Snildal mit drei Hundertstelsekunden Vorsprung vor der Schwedin Martina Granström. Snildal startete auch über 200 Meter Schmetterling, als Zehnte im Halbfinale verpasste sie den Finaleinzug um 0,17 Sekunden. Die 4-mal-100-Meter-Lagenstaffel wurde im Vorlauf disqualifiziert. Im Juli bei den Olympischen Spielen in London wurde Snildal über 100 Meter Schmetterling 22. der Vorläufe, wobei sie eine Sekunde über ihrer Zeit bei den Europameisterschaften blieb. Über 200 Meter Schmetterling wurde sie 18. unter 28 Starterinnen.
2013 gewann Snildal sechs Einzeltitel bei den norwegischen Meisterschaften. Bei den Weltmeisterschaften in Barcelona wurde sie sowohl über 100 Meter Schmetterling 13. als auch mit der 4-mal-100-Meter-Freistilstaffel.